# Stefan Maletić
Stefan Maletić (Belgrado, 9 april 1987) is een Nederlands voormalig voetballer van Bosnisch-Servische komaf die als verdediger speelde. Nadien werd hij trainer.

## Spelerscarrière
Op jonge leeftijd kwam zijn familie vanuit Bosnië en Herzegovina naar Nederland. Maletić speelde in de jeugd voor VVL, 1. FC Kleve in Duitsland, De Graafschap en Vitesse.
Van het beloftenteam van Vitesse ging hij naar Denemarken waar hij in het seizoen 2009/10 vijf wedstrijden voor BK Frem speelde waarin hij eenmaal scoorde. Voor het seizoen 2010/11 keerde hij terug naar Nederland. Na stage te hebben gelopen bij SC Cambuur, ging hij dat seizoen voor FC Oss spelen. In augustus 2011 vertrok hij naar Zweden, naar IF Limhamn Bunkeflo.
Na een half jaar tekende hij bij FK Kozara Gradiška in Bosnië en Herzegovina. In de zomer van 2012 stapte Maletić over naar NK Čelik Zenica en sinds de zomer van 2013 kwam hij uit voor het Duitse Stuttgarter Kickers. Ook hier verbleef hij slechts een half jaar, want in januari 2014 liet hij zijn contract ontbinden. In maart van dat jaar tekende hij bij het Bosnische FK Radnik Bijeljina.
Toen zijn contract hier afliep, werd hij in juni 2014 gecontracteerd door Achilles '29 in Nederland. Op 9 augustus debuteerde hij in de met 2-0 verloren wedstrijd tegen Jong PSV. Een week later was hij gepasseerd, maar viel hij als stormram in tegen Sparta Rotterdam. Tegen Telstar bleef hij op de bank, maar tegen Jong Ajax had hij weer een basisplaats en wist hij gelijk twee kopdoelpunten te maken. Een derde doelpunt van zijn voet werd afgekeurd wegens buitenspel.
In januari 2015 maakte hij na een stage de overstap naar Burton Albion FC. Met de club werd hij, zonder dat hijzelf in actie kwam, kampioen in de Football League Two. Vanaf de zomer van 2015 keerde hij vanwege het werk van zijn vrouw terug naar Nederland en komt hij uit voor DOVO. In het seizoen 2016/17 speelde Maletić voor JVC Cuijk. In het seizoen 2017/18 speelde hij bij GSV 09/34 Geldern en medio 2018 ging hij naar SV Veert.

## Trainersloopbaan
Bij DOVO begon Maletić naast het spelen ook met het trainen van de jeugd. Hierna was hij jeugdtrainer bij De Graafschap en PSV. Bij PSV werd de talentencoach in maart 2020 ontslagen wegens het versturen van vermeende transfer appjes naar Mauro Junior. Laatstgenoemde ging hier niet op in. Ernest Faber en John de Jong van PSV kregen hier lucht van en hebben de trainer op staande voet ontslagen. Maletic won een aangespannen rechtszaak over dit ontslag. Voor het seizoen 2020/21 werd hij aangesteld als assistent-trainer bij N.E.C. onder Rogier Meijer. Medio 2025 werd hij trainer van het onder 21 team van de FC Twente / Heracles Academie.

## Privé
Maletić heeft commerciële economie gestudeerd. Hij is de oudere broer van Marko Maletić.